# German Kempski

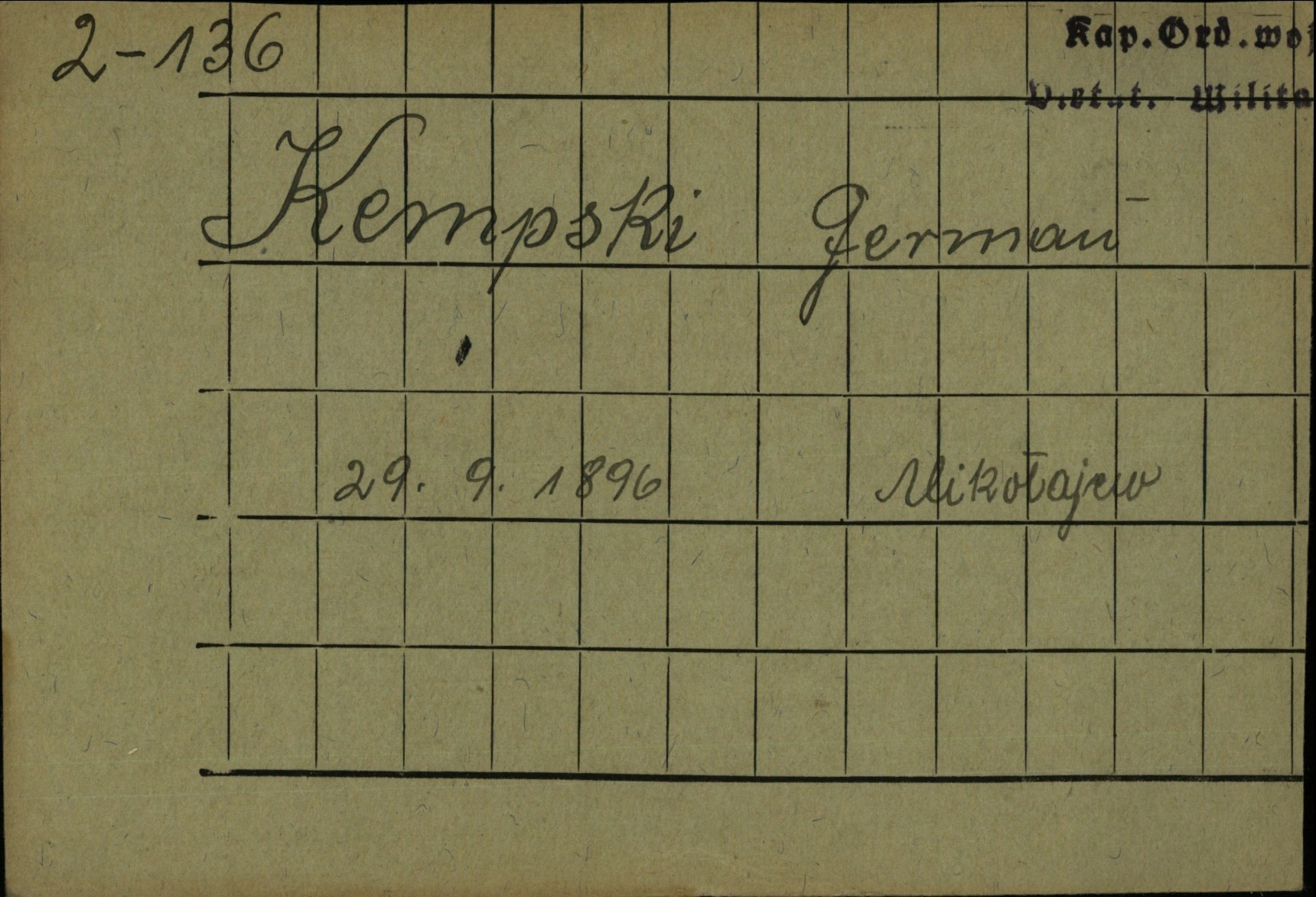
Fiszka z kartoteki personalno-odznaczeniowej WBH.

German Kempski (ur. 24 września 1896 w Mikołajewie, zm. ?) – plutonowy Wojska Polskiego, kawaler Orderu Virtuti Militari.

## Życiorys
Urodził się 24 września 1896 w Mikołajewie, w gminie Parzęczew powiatu łęczyckiego, w rodzinie Andrzeja i Katarzyny z Eljasików. Ukończył szkołę powszechną. „Do 22 roku życia był przy rodzicach”. Przed powołaniem do Wojska Polskiego pracował jako przędzalnik. 5 stycznia 1919 wstąpił jako ochotnik do 5 pułku ułanów. W szeregach tego oddziału walczył na wojnie z bolszewikami. 7 czerwca 1921 rotmistrz Leon Strzelecki we wniosku na odznaczenie Orderem Virtuti napisał: „dnia 26 kwietnia 1920 r. plutonowy Kempski German prowadził patrol czołowy, Zupełnie niespodziewanie natknął się na większy oddział bolszewicki. Nie namyślając się wiele zawiadomił przez gońca bojowego swój szwadron, a na czele kilku ludzi, jakich miał przy sobie rzucił się na nieprzyjaciela do szarży, czem w szeregach bolszewickich wzniecił zamieszanie. Plutonowy Kempski zarąbał kilku bolszewików, 8 wziął do niewoli tracąc przy tem jednego zabitego ułana, 1 konia i mając 2 konie ranne”. Świadkami tego czynu byli porucznik Jerzy Kobylański i podporucznik Bronisław Korpalski. Wniosek rotmistrza Strzeleckiego poparli pułkownicy: Spirydion Koiszewski i Janusz Głuchowski. W tym samym miesiącu plutonowy Kempski był przydzielony do szwadronu technicznego pułku. 10 lipca 1921 w Ostrołęce został odznaczony przez generała Mieczysława Kulińskiego Orderem Virtuti Militari. 20 lipca tego roku został przeniesiony do rezerwy. Zamieszkał w Łodzi przy ul. Wólczańskiej 127. Pracował jako ekspedient fabryczny w firmie Lucjana Schiffera.
Był żonaty z Marianną, z którą miał córkę Danielę i syna Zdzisława.
16 stycznia 1939 sędzia okręgowy Wiktor Białoskórski, w zastępstwie przewodniczącego IV Wydziału Karnego Sądu Okręgowego w Łodzi, przesłał do Biura Kapituły Orderu Virtuti Militari w Warszawie odpis prawomocnego wyroku w sprawie IVK.766/38 „z oskarżenia Germana Kempskiego”. Sędzia Białoskórski działał na podstawie §37 Rozporzadzenia Ministra Sprawiedliwości z dnia 1 grudnia 1932 r. - Regulamin wewnętrznego urzędowania sądów apelacyjnych, okręgowych i grodzkich w sprawach karnych, który stanowił: „o wszczęciu i ukończeniu postępowania karnego względem osoby, posiadającej order lub inną zaszczytną odznakę państwową, należy zawiadomić władzę lub instytucję, powołaną do orzekania o utracie orderu lub odznaki”. W aktach brak innych dokumentów dotyczących tej sprawy.

## Ordery i odznaczenia
- Krzyż Srebrny Orderu Wojskowego Virtuti Militari nr 3334 – 30 czerwca 1921[13][14][15]
- Medal Pamiątkowy za Wojnę 1918–1921[16]